# Мастер Шеф 11 сезон (2021 рік)
Майстер шеф - це кулінарне шоу в якому 20 (21) учасників змагаються у своїх кулінарних здібностях. Переможець отримає грошовий приз і право вчитися в престижній французької кулінарній школі Le Cordon Bleu.
Дванадцятий сезон шоу транслювався з 28.08.2021 до 18.12.2021.
Суддями залишились Ектор Хіменес-Браво, Ольга Мартиновська і Володимир Ярославський
Переможницем став Богдан Шинкарьов

## Учасники
| Учасник           | Рідне місто   | Вік | Місце роботи                   | Місце |
| ----------------- | ------------- | --- | ------------------------------ | ----- |
| Богдан Шинкарьов  | Харків        | 29  | професійний гравець у покер    | 1     |
| Владислав Кулєшов | Трипілля      | 24  | бармен                         | 2-3   |
| Світлана Ткаченко | Костянтинівка | 42  | вчителька                      | 2-3   |
| Євген Лобанов     | Київ          | 35  | топ-менеджер                   | 4     |
| Яна Лєскова       | Київ          | 30  | візажистка в кліпах та фільмах | 5     |
| Олександр Кривець | Київ          | 19  | студент                        | 6     |
| Серафим Дерега    | Біла Церква   | 23  | священик                       | 7     |
| Марина Файницька  | Кривий Ріг    | 40  | кулінарна блогерка             | 8     |
| Максим Самчук     | Миколаїв      | 24  | модель                         | 9     |
| Михайло Дмитрієв  | Ірпінь        | 35  | власник магазинів              | 10    |
| Дарина Євтух      | Богодарівка   | 23  | блогерка                       | 11    |
| Аліса Пяткова     | Васильків     | 25  | журналістка                    | 12    |
| Дмитро Діхтяр     | Київ          | 26  | танцюрист балету               | 13    |
| Віталіна Мкртчян  | Київ          | 31  | кондитерка                     | 14    |
| Андрій Кадай2     | Львів         | 28  | поліцейський                   | 15*   |
| Тетяна Ільїна     | Красилів      | 23  | менеджерка інтернет-магазину   | 16    |
| Діана Куваєва     | Київ          | 25  | власниця доставки суші         | 17    |
| Амадор Лопес      | Київ          | 38  | хореограф балету               | 18    |
| Олена Дяченко     | Миколаїв      | 39  | кулінарна блогерка             | 19    |
| Тамара Мельникова | Харків        | 40  | займається антикваріатством    | 20    |
| Юрій Чученко      | Київ          | 34  | сценарист                      | 21    |

↑ : Андрій Кадай залишив проєкт за станом здоров'я.

## Випуски
|  | 1-ше місце                                                         |
|  | 2-3 місця                                                          |
|  | 4-те місце                                                         |
|  | 5-те місце                                                         |
|  | 6-те місце                                                         |
|  | 7-ме місце                                                         |
|  | учасник отримав кітель                                             |
|  | учасник отримав кітель, але був в чорному                          |
|  | учасник отримав чорний фартух,але зміг його зняти протягом випуску |
|  | учасник отримав чорний                                             |
|  | учасник пройшов до наступного етапу                                |
|  | учасник покинув шоу за станом здоровʼя                             |
|  | учасник покинув шоу                                                |

1-й випуск - Кастинг(28.08.21);2-й випуск - Відбір до 20-ки(21)(04.09.21).
1-й випуск - Кастинг(28.08.21);2-й випуск - Відбір до 20-ки(21)(04.09.21).
1-й випуск - Кастинг(28.08.21);2-й випуск - Відбір до 20-ки(21)(04.09.21).
1-й випуск - Кастинг(28.08.21);2-й випуск - Відбір до 20-ки(21)(04.09.21).
| Богдан Шинкарьов  | пройшов | пройшов | пройшов | пройшов | пройшов | пройшов | пройшов | Чорний  | Чорний  | пройшов | Чорний  | пройшов | пройшов | Кітель | пройшов | Суперфінал | 1 місце   |
| Владислав Кулєшов | пройшов | пройшов | пройшов | пройшов | пройшов | пройшов | пройшов | Чорний  | пройшов | пройшов | пройшов | Чорний  | пройшов | Кітель | пройшов | Суперфінал | 2-3 місце |
| Світлана Ткаченко | Чорний  | Чорний  | пройшла | Чорний  | Чорний  | пройшла | пройшла | Чорний  | Чорний  | Чорний  | Чорний  | пройшла | Чорний  | Кітель | пройшла | Суперфінал | 2-3 місце |
| Євген Лобанов     | пройшов | пройшов | пройшов | Чорний  | пройшов | пройшов | пройшов | пройшов | Чорний  | пройшов | пройшов | Чорний  | пройшов | Кітель | пройшов | 4 місце    | Вибув     |
| Яна Лєскова       | пройшла | пройшла | пройшла | пройшла | пройшла | пройшла | пройшла | Чорний  | пройшла | пройшла | Чорний  | пройшла | пройшла | Кітель | 5 місце | Вибула     | Вибула    |
| Олександр Кривець | пройшов | пройшов | Чорний  | пройшов | пройшов | Чорний  | пройшов | Чорний  | пройшов | Чорний  | пройшов | Чорний  | пройшов | Кітель | 6 місце | Вибув      | Вибув     |
| Серафим Дерега    | Чорний  | пройшов | пройшов | пройшов | пройшов | пройшов | пройшов | пройшов | пройшов | Чорний  | пройшов | пройшов | Чорний  | Кітель | 7місце  | Вибув      | Вибув     |
| Марина Файницька  | пройшла | пройшла | пройшла | пройшла | пройшла | пройшла | пройшла | пройшла | пройшла | Чорний  | Чорний  | пройшла | Чорний  | Вибула | Вибула  | Вибула     | Вибула    |
| Максим Самчук     | Чорний  | пройшов | Чорний  | пройшов | Чорний  | пройшов | Чорний  | Чорний  | пройшов | Чорний  | Чорний  | пройшов | Вибув   | Вибув  | Вибув   | Вибув      | Вибув     |
| Михайло Дмитрієв  | пройшов | пройшов | Чорний  | пройшов | пройшов | пройшов | Чорний  | Чорний  | пройшов | пройшов | пройшов | Вибув   | Вибув   | Вибув  | Вибув   | Вибув      | Вибув     |
| Дарина Євтух      | пройшла | пройшла | пройшла | пройшла | пройшла | Чорний  | пройшла | пройшла | пройшла | пройшла | Вибула  | Вибула  | Вибула  | Вибула | Вибула  | Вибула     | Вибула    |
| Аліса Пяткова     | пройшла | пройшла | пройшла | пройшла | Чорний  | пройшла | Чорний  | пройшла | пройшла | Вибула  | Вибула  | Вибула  | Вибула  | Вибула | Вибула  | Вибула     | Вибула    |
| Дмитро Діхтяр     | пройшов | Чорний  | пройшов | пройшов | пройшов | Чорний  | пройшов | Чорний  | Вибув   | Вибув   | Вибув   | Вибув   | Вибув   | Вибув  | Вибув   | Вибув      | Вибув     |
| Віталіна Мкртчян  | пройшла | пройшла | пройшла | пройшла | пройшла | пройшла | Вибула  | Вибула  | Вибула  | Вибула  | Вибула  | Вибула  | Вибула  | Вибула | Вибула  | Вибула     | Вибула    |
| Андрій Кадай      | пройшов | пройшов | пройшов | пройшов | пройшов | пройшов | Вибув   | Вибув   | Вибув   | Вибув   | Вибув   | Вибув   | Вибув   | Вибув  | Вибув   | Вибув      | Вибув     |
| Тетяна Ільїна     | пройшла | Чорний  | пройшла | пройшла | пройшла | Вибула  | Вибула  | Вибула  | Вибула  | Вибула  | Вибула  | Вибула  | Вибула  | Вибула | Вибула  | Вибула     | Вибула    |
| Діана Куваєва     | пройшла | пройшла | пройшла | пройшла | Вибула  | Вибула  | Вибула  | Вибула  | Вибула  | Вибула  | Вибула  | Вибула  | Вибула  | Вибула | Вибула  | Вибула     | Вибула    |
| Амадор Лопес      | пройшов | пройшов | пройшов | Вибув   | Вибув   | Вибув   | Вибув   | Вибув   | Вибув   | Вибув   | Вибув   | Вибув   | Вибув   | Вибув  | Вибув   | Вибув      | Вибув     |
| Олена Дяченко     | пройшла | пройшла | Вибула  | Вибула  | Вибула  | Вибула  | Вибула  | Вибула  | Вибула  | Вибула  | Вибула  | Вибула  | Вибула  | Вибула | Вибула  | Вибула     | Вибула    |
| Тамара Мельникова | пройшла | Вибула  | Вибула  | Вибула  | Вибула  | Вибула  | Вибула  | Вибула  | Вибула  | Вибула  | Вибула  | Вибула  | Вибула  | Вибула | Вибула  | Вибула     | Вибула    |
| Юрій Чученко      | Вибула  | Вибула  | Вибула  | Вибула  | Вибула  | Вибула  | Вибула  | Вибула  | Вибула  | Вибула  | Вибула  | Вибула  | Вибула  | Вибула | Вибула  | Вибула     | Вибула    |